# David Mountbatten
David Michael Mountbatten (12 mai 1919 - 14 avril 1970), 3e marquis de Milford Haven, est un homme politique britannique.

## Biographie
Fils de George Mountbatten, 2e marquis de Milford Haven, et de la comtesse Nadejda de Torby (1896-1963), il passe son enfance à Holyport, dans le Berkshire, et se lie d'amitié avec son cousin, le Prince Philippe de Grèce et de Danemark, futur the Duc d'Édimbourg. Tous deux font leurs études au Dartmouth Naval College. David Mountbatten sera garçon d'honneur du prince avec la princesse Elizabeth en novembre 1947. Mountbatten succède au titre paternel de Marquess of Milford Haven et à la Chambre des lords en 1938.
Au cours de la Seconde Guerre mondiale, le marquis de Milford Haven sert dans la Royal Navy. En 1942, pour avoir permis au destroyer Kandahar de manœuvrer indemne d’un champ de mines lors de la tentative de sauver le croiseur Neptune, il est décoré Officier de l’Ordre de l'Empire britannique. L’année suivante, il est décoré du Distinguished Service Cross pour son rôle dans le convoi de Malte. Il démissionne de la marine britannique en 1948, mais en tant que membre du The Castaways’ Club, il garde le contact avec ses collègues de l’arme navale.
Il n’est plus désormais qu’une personnalité du demi-monde londonien des années 1950, société mélangée où d’authentiques aristocrates côtoient des arrivistes moins recommandables, comme l’ostéopathe Stephen Ward, qui formera la toile de fond de l’Affaire Profumo.
Il épouse en 1960 Janet Mercedes Bryce (née le 29 septembre 1937, fille du major Francis Bryce et de Gladys Jean Mosley), dont il a deux fils :
- George Mountbatten, 4e marquis de Milford Haven (né le 6 juin 1961) ;
- Lord Ivar Mountbatten (né le 9 mars 1963), épouse en 1re noces en 1994 Penelope Anne Vere Thompson, dont il a trois filles, et en 2e noces en 2018 James Coyle.

Il succombe à une crise cardiaque le 14 avril 1970.